# Michel-Ange - Auteuil (métro de Paris)
Pour les articles homonymes, voir Michel-Ange (homonymie).
Michel-Ange - Auteuil est une station des lignes 9 et 10 du métro de Paris, située dans le 16e arrondissement de Paris.

## Situation
La station est implantée à l'intersection des rues d'Auteuil, Michel-Ange et Jean-de-La-Fontaine, où se trouve la place Jean-Lorrain, au sein du quartier d'Auteuil. Les quais sont établis :
- sur la ligne 9 (entre les stations Michel-Ange - Molitor et Jasmin), selon l'axe approximativement orienté nord-est/sud-ouest de la rue Michel-Ange, au sud du carrefour ;
- sur la ligne 10 (entre Porte d'Auteuil et Église d'Auteuil, au nord de la boucle d'Auteuil), selon un axe est-ouest sous la rue d'Auteuil, entre la place Jean-Lorrain et la rue Géricault.

Le point d'arrêt de la ligne 10 est traversé par un raccordement de service en provenance de la ligne 9, lequel s'embranche en pointe sur la voie en direction de Pont de Sèvres pour venir se raccorder en talon sur l'avant-gare de l'ancien terminus de Porte d'Auteuil.

## Histoire
La station est ouverte le 30 septembre 1913 avec la mise en service du premier prolongement de la ligne 8, depuis Beaugrenelle (actuelle station Charles Michels) jusqu'à Porte d'Auteuil.
Elle doit sa dénomination à sa proximité avec la rue Michel-Ange d'une part, laquelle rend hommage à Michel-Ange (1475-1564), sculpteur, peintre et architecte italien (qui a également donné son nom à la station voisine Michel-Ange - Molitor), ainsi qu'avec la rue d'Auteuil d'autre part, ainsi nommée en tant que principale voie de circulation de l'ancien village d'Auteuil.
Le 8 novembre 1922, la station de la ligne 9 est ouverte à son tour à l'occasion de l'inauguration de son premier tronçon entre les terminus provisoires de Trocadéro et d'Exelmans.
Dans la nuit du 26 au 27 juillet 1937, la station de la ligne 8 est transférée à la ligne 10 à la suite du remaniement des lignes 8, 10 et de l'ancienne ligne 14 (devenue une partie de l'actuelle ligne 13 en 1976), la ligne 8 étant redirigée en parallèle vers son terminus actuel de Balard depuis La Motte-Picquet - Grenelle. Le service entre Jussieu et Porte d'Auteuil n'est toutefois assuré que deux jours plus tard, le 29 juillet suivant, se limitant dans un premier temps à La Motte-Picquet - Grenelle à l'est.
Comme un tiers des stations du réseau entre 1974 et 1984, les quais de la ligne 9 font l'objet d'une modernisation par l'adoption du style décoratif « Andreu-Motte », de couleur orange-marron avec la conservation des faïences biseautées d'origine en l'occurrence. Dans le cadre du programme « Renouveau du métro » de la RATP, les couloirs d'accès de la station ainsi que l'éclairage des quais de la ligne 10 sont rénovés à leur tour le 6 septembre 2002.

### Fréquentation
Selon les estimations de la RATP, la station a vu entrer 2 042 174 voyageurs en 2019, ce qui la place à la 243e position des stations de métro pour sa fréquentation sur 302,. En 2020, avec la crise du Covid-19, son trafic annuel tombe à 1 131 814 voyageurs, ce qui la classe alors au 230e rang, avant de remonter progressivement en 2021 avec 1 512 050 entrants comptabilisés, la reléguant toutefois à la 233e position des stations de métro pour sa fréquentation sur 304 cette année-là,.

## Services aux voyageurs

### Accès
La station dispose d'un accès principal ainsi que d'une sortie secondaire, tous deux agrémentés de balustrades en fer forgé dans le style Dervaux des années 1930, débouchant sur la rue d'Auteuil de part et d'autre de l'amorce de la rue Michel-Ange :
- l'accès no 1 « Place Jean-Lorrain », constitué d'un escalier fixe orné d'un des rares candélabres Val d'Osne du réseau, se trouvant au droit du no 53 de la rue d'Auteuil face à la place précitée ;
- l'accès no 2 « Rue d'Auteuil », constitué d'un escalier mécanique montant permettant uniquement la sortie, se situant face au no 2 de la rue Michel-Ange.

Accès à la station
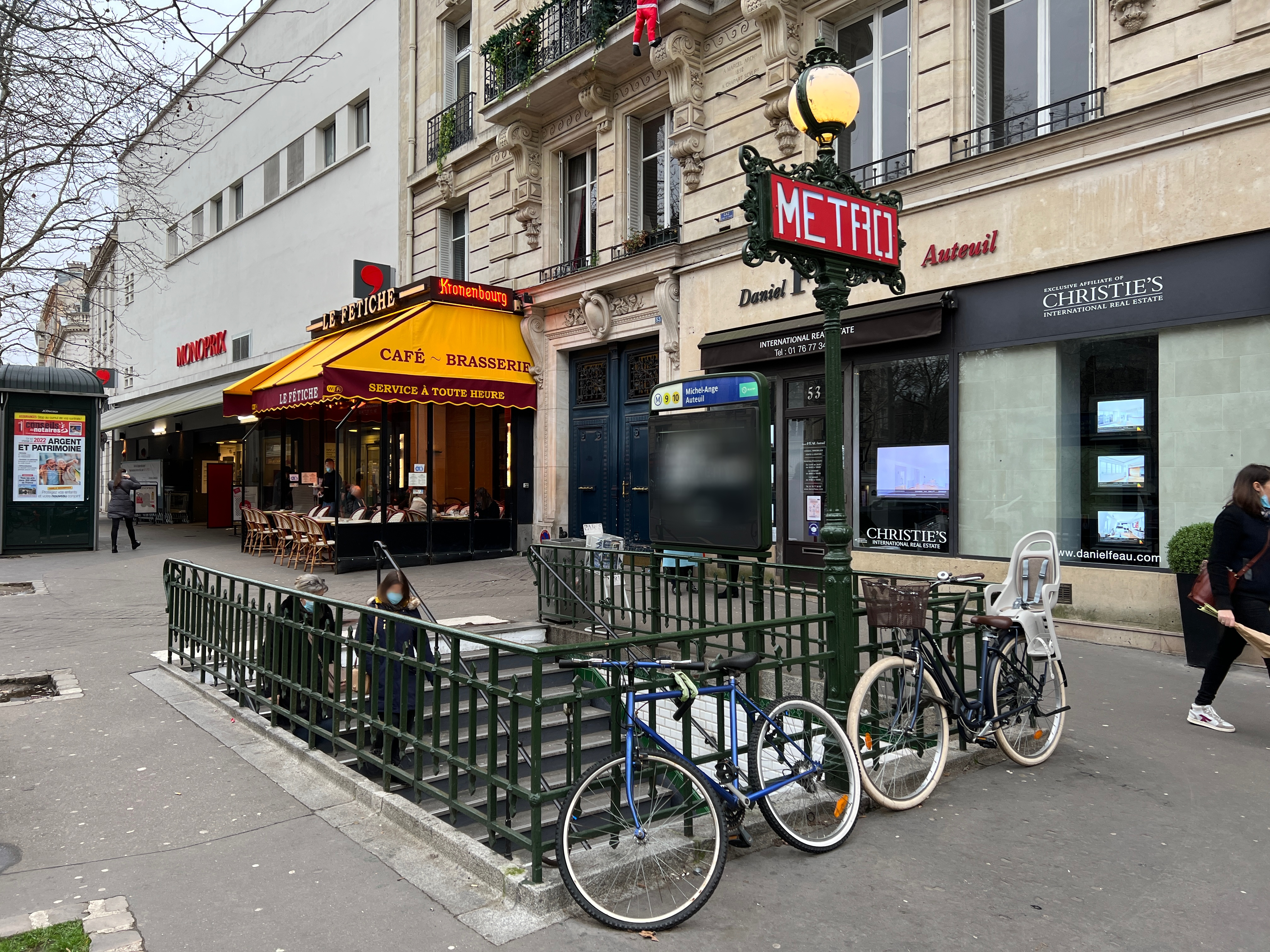
L'accès no 1, « Place Jean-Lorrain ».
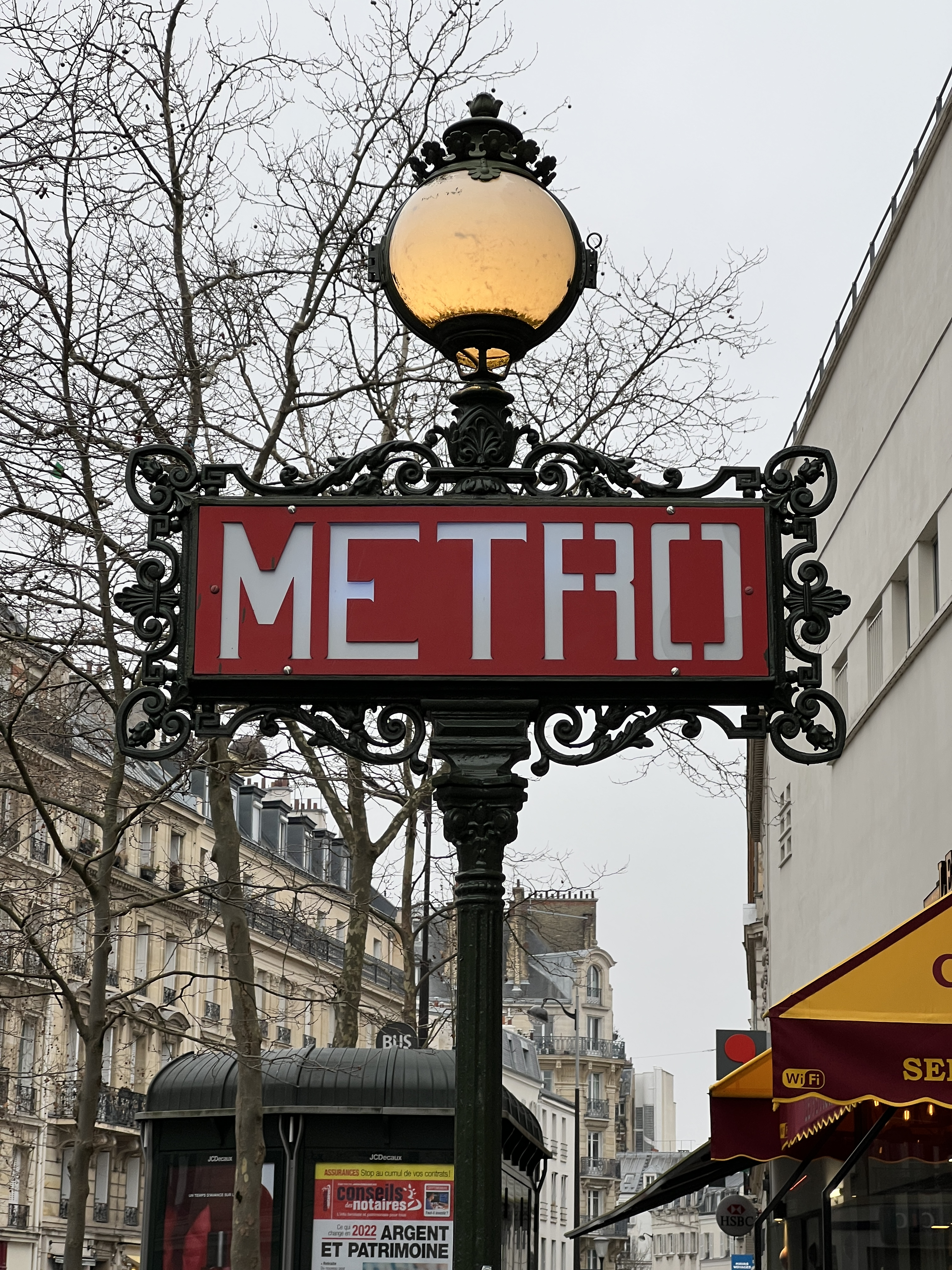
Candélabre Val d'Osne.
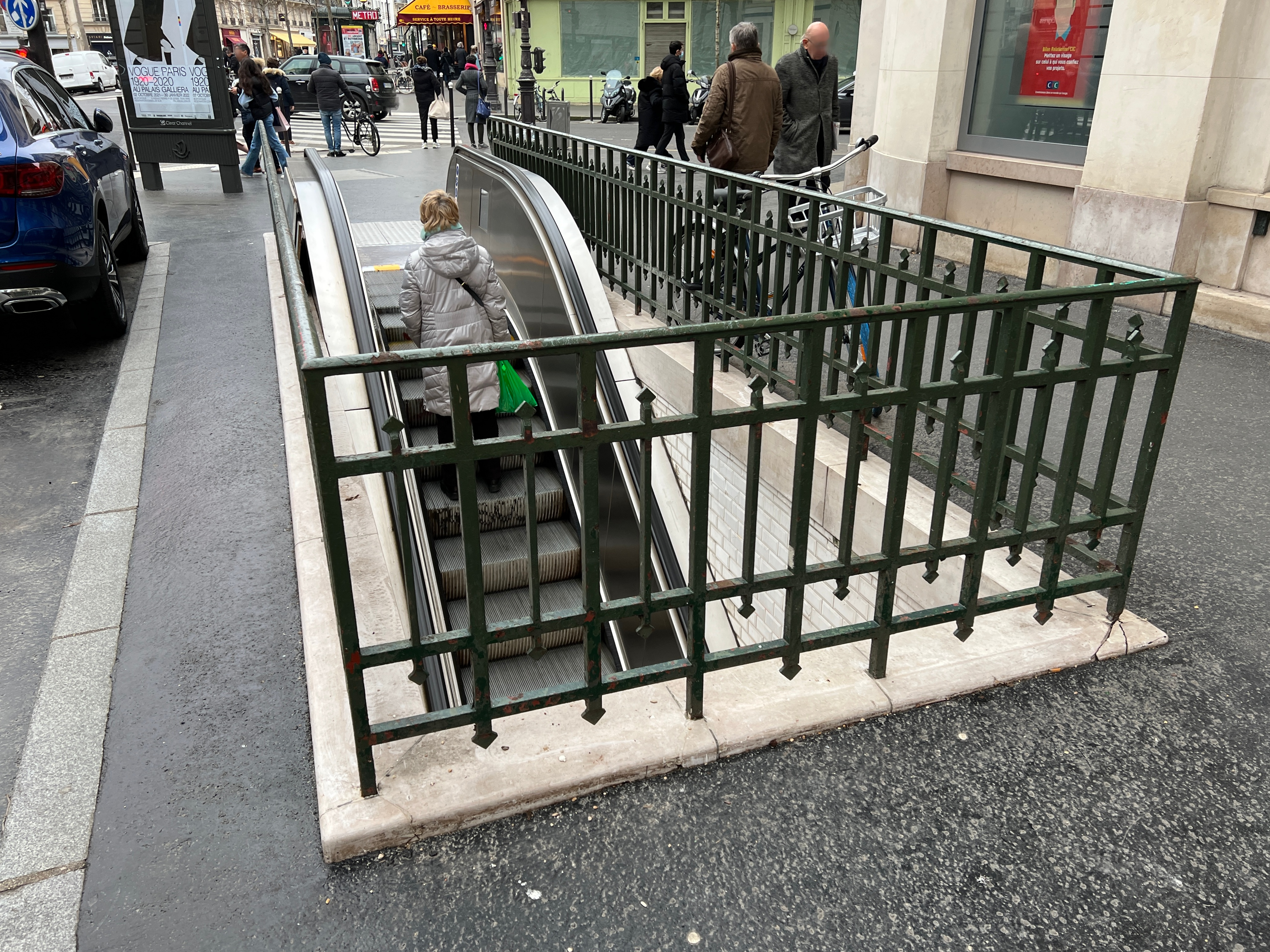
La sortie no 2, « Rue d'Auteuil ».

### Quais
Les quais de la ligne 9, d'une longueur conventionnelle de 75 mètres, sont de configuration standard : au nombre de deux, ils sont séparés par les voies du métro situées au centre et la voûte est elliptique. La décoration est de style « Andreu-Motte » avec deux rampes lumineuses orange, des banquettes et débouchés des couloirs traités en carrelage marron plat et des sièges « Motte » orange. Ces aménagements sont mariés avec les carreaux en céramique blancs biseautés qui recouvrent les piédroits, la voûte ainsi que les tympans. Les cadres publicitaires sont en faïence de couleur miel à motifs végétaux et le nom de la station est également incorporé dans la faïence murale, selon le style décoratif d'entre-deux-guerres de la CMP d'origine.
Il s'agit d'une des rares stations à présenter encore aujourd'hui le style « Andreu-Motte » dans son intégralité, si l'on excepte les tympans (dont le traitement avec du carrelage plat de couleur n'était pas systématique).

Quais de la ligne 9
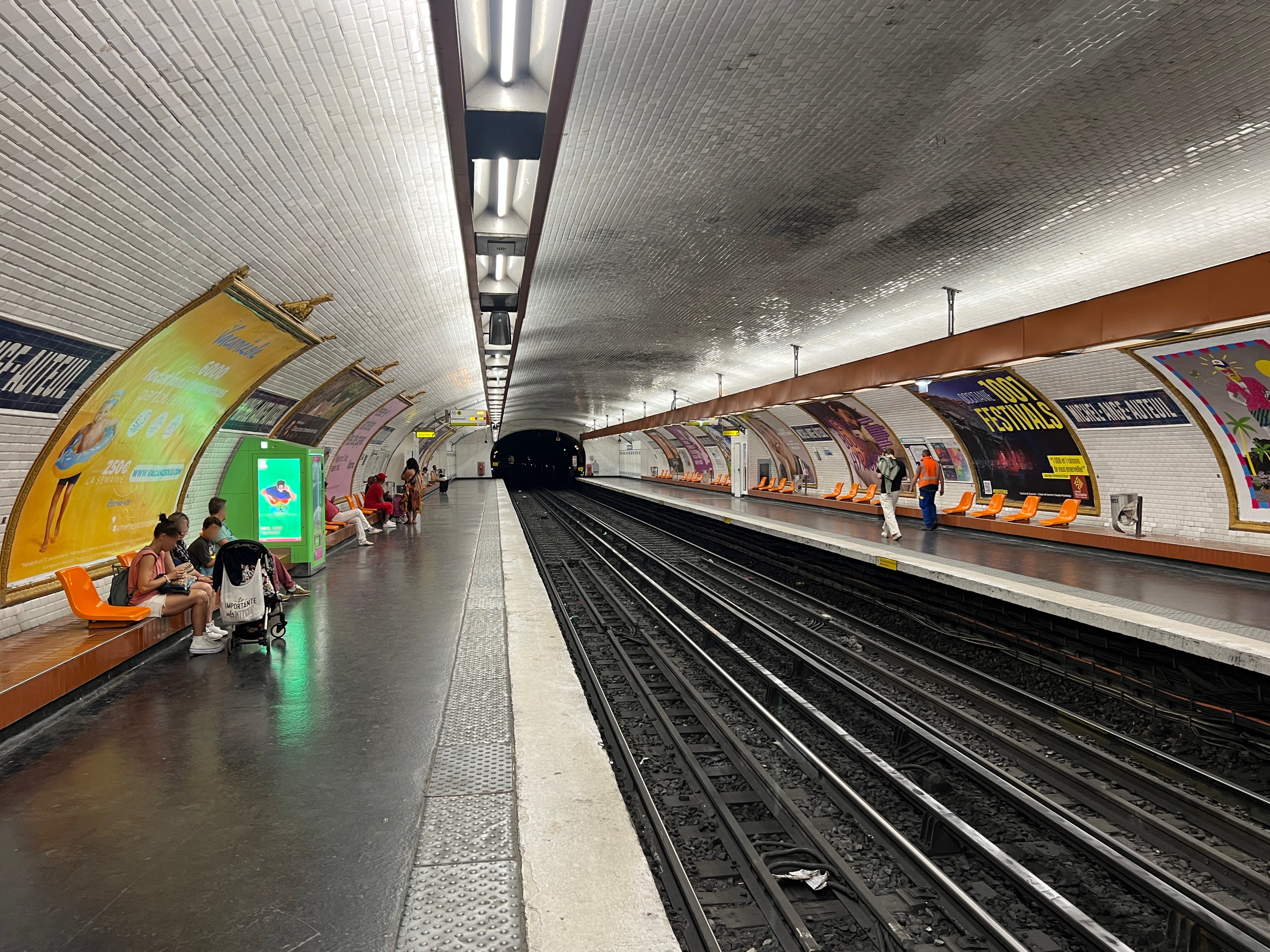
Vue des quais de la ligne 9 en direction de Pont de Sèvres.
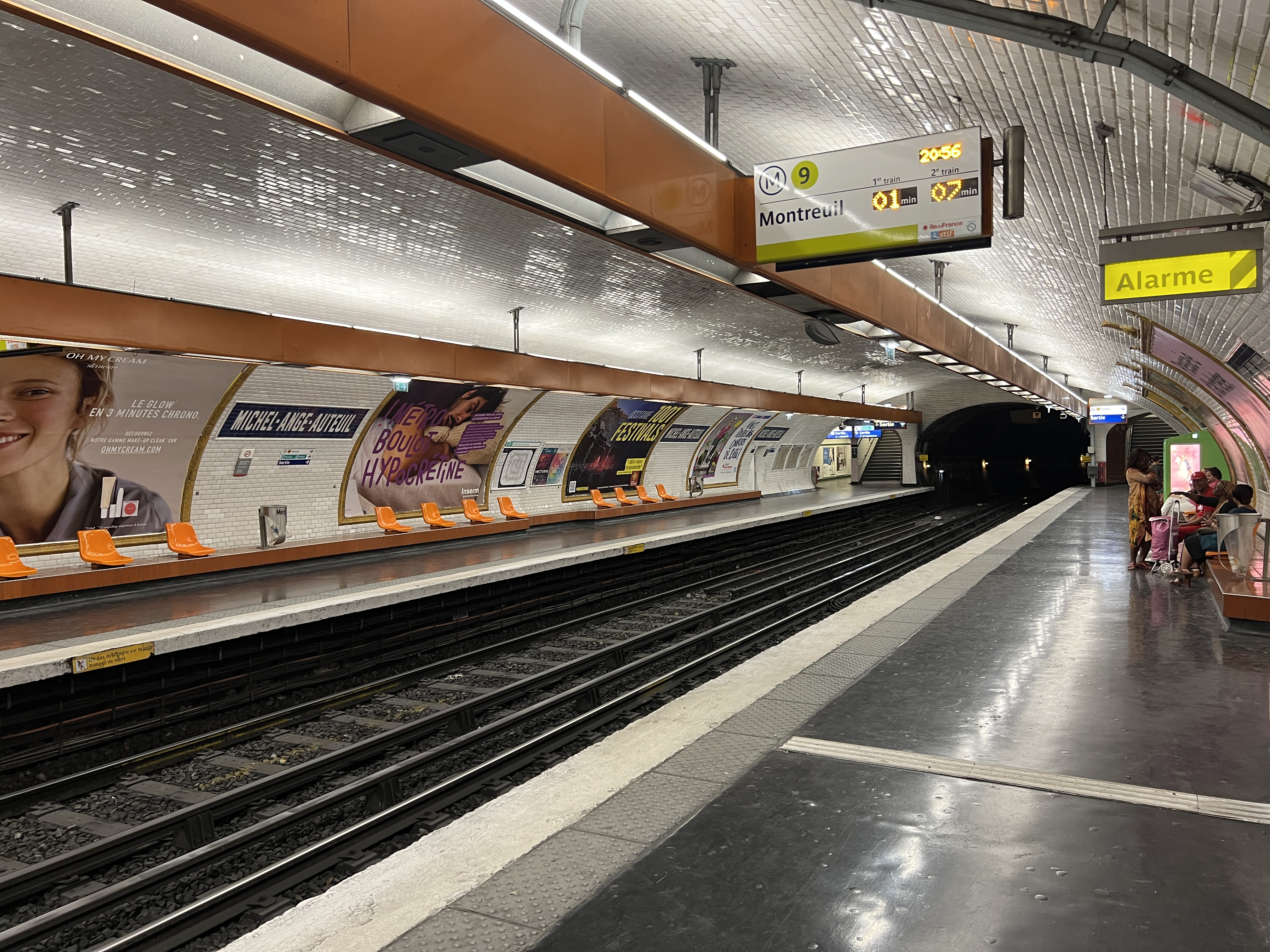
Le quai de la ligne 9 en direction de Mairie de Montreuil.
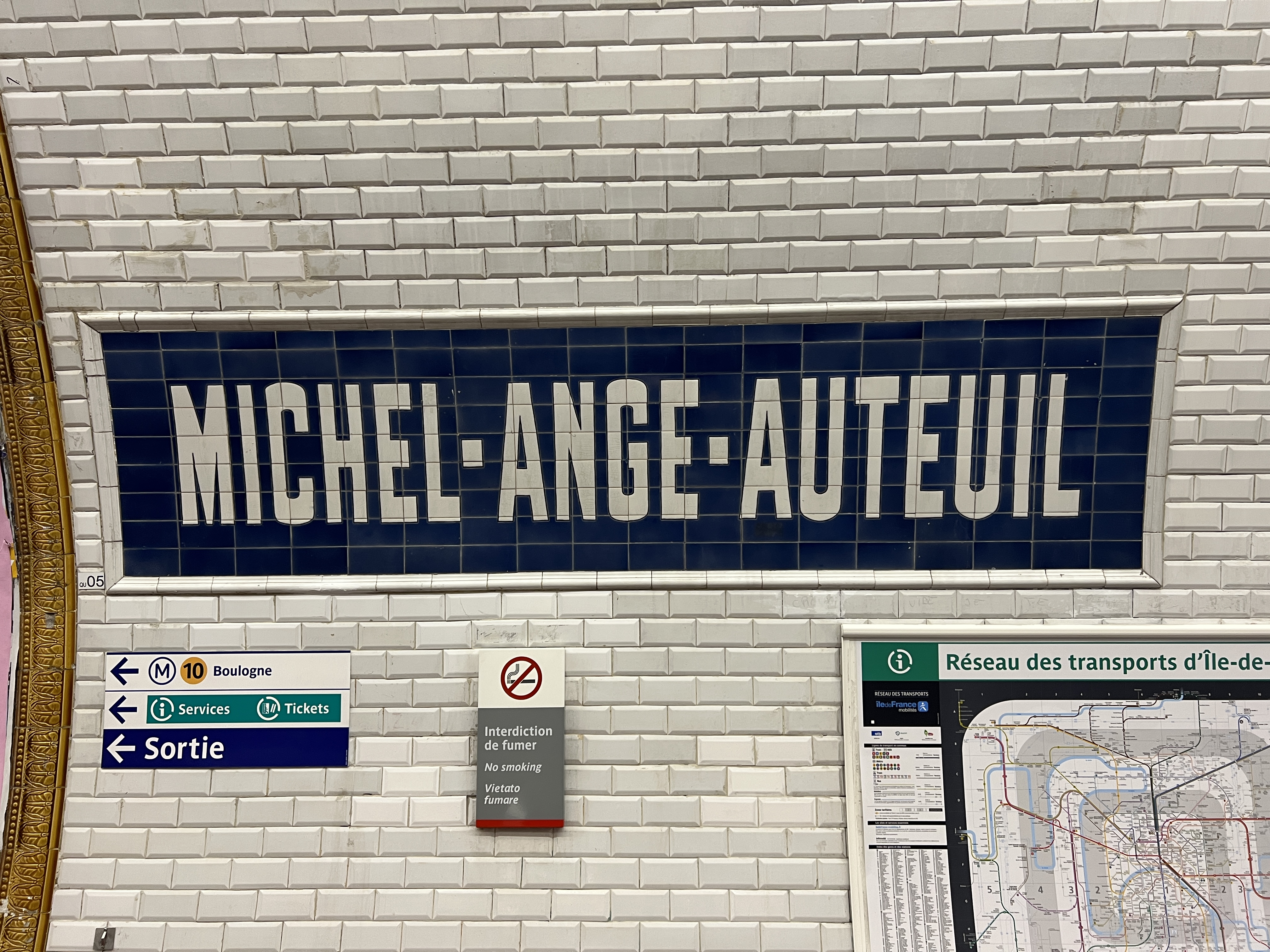
Faïence murale indiquant le nom de la station.

La station de la ligne 10 présente une configuration particulière : du fait de sa situation sur la section de la boucle d'Auteuil, elle possède deux voies encadrant un quai en îlot, d'une longueur classique de 75 mètres également, dont la desserte n'est assurée qu'en direction de Boulogne - Pont de Saint-Cloud, le tout sous une voûte elliptique. Seule la voie sud est destinée au service voyageurs, l'autre étant un raccordement de service avec la ligne 9, isolé derrière une grille courant sur toute la longueur du quai. La décoration est une variante du style utilisé pour la majorité des stations de métro : les traditionnels carreaux en céramique blancs biseautés recouvrent les piédroits, la voûte ainsi que les tympans, tandis que l'éclairage est assuré par un bandeau-tube suspendu, décentré du côté de la voie principale. Les cadres publicitaires sont métalliques et le nom de la station est inscrit en police de caractères Parisine sur des plaques émaillées, fixées aux piédroits ou suspendues au-dessus du quai selon les cas. Les sièges de style « Akiko » sont de couleur bordeaux (en remplacement d'assises « Motte » rouges).
Cette décoration est ainsi presque identique à celle de la station voisine de la ligne 10, Michel-Ange - Molitor, située sur l'autre section de la boucle.

Quai de la ligne 10
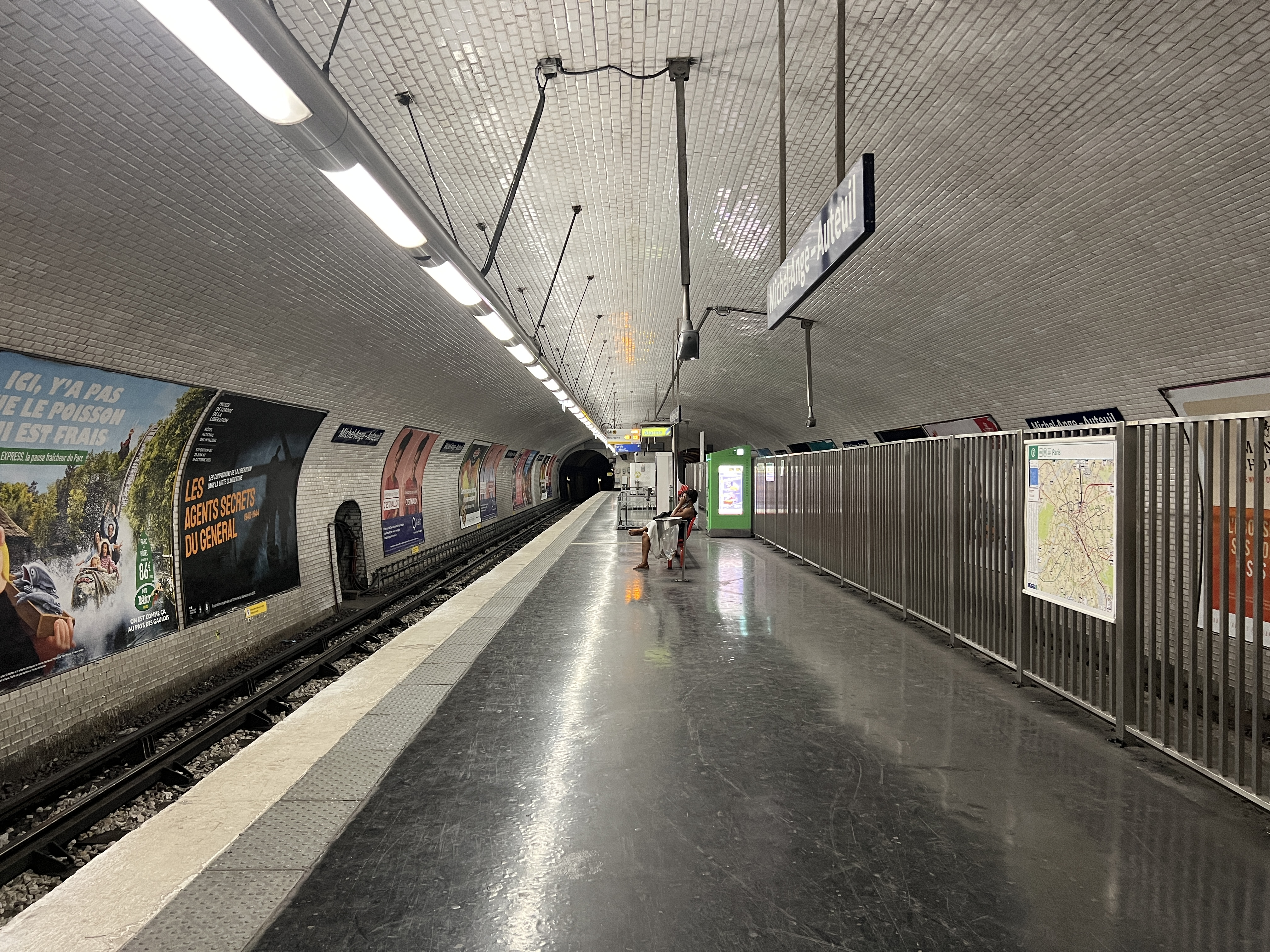
Le quai de la ligne 10, vu en direction de Boulogne - Pont de Saint-Cloud.
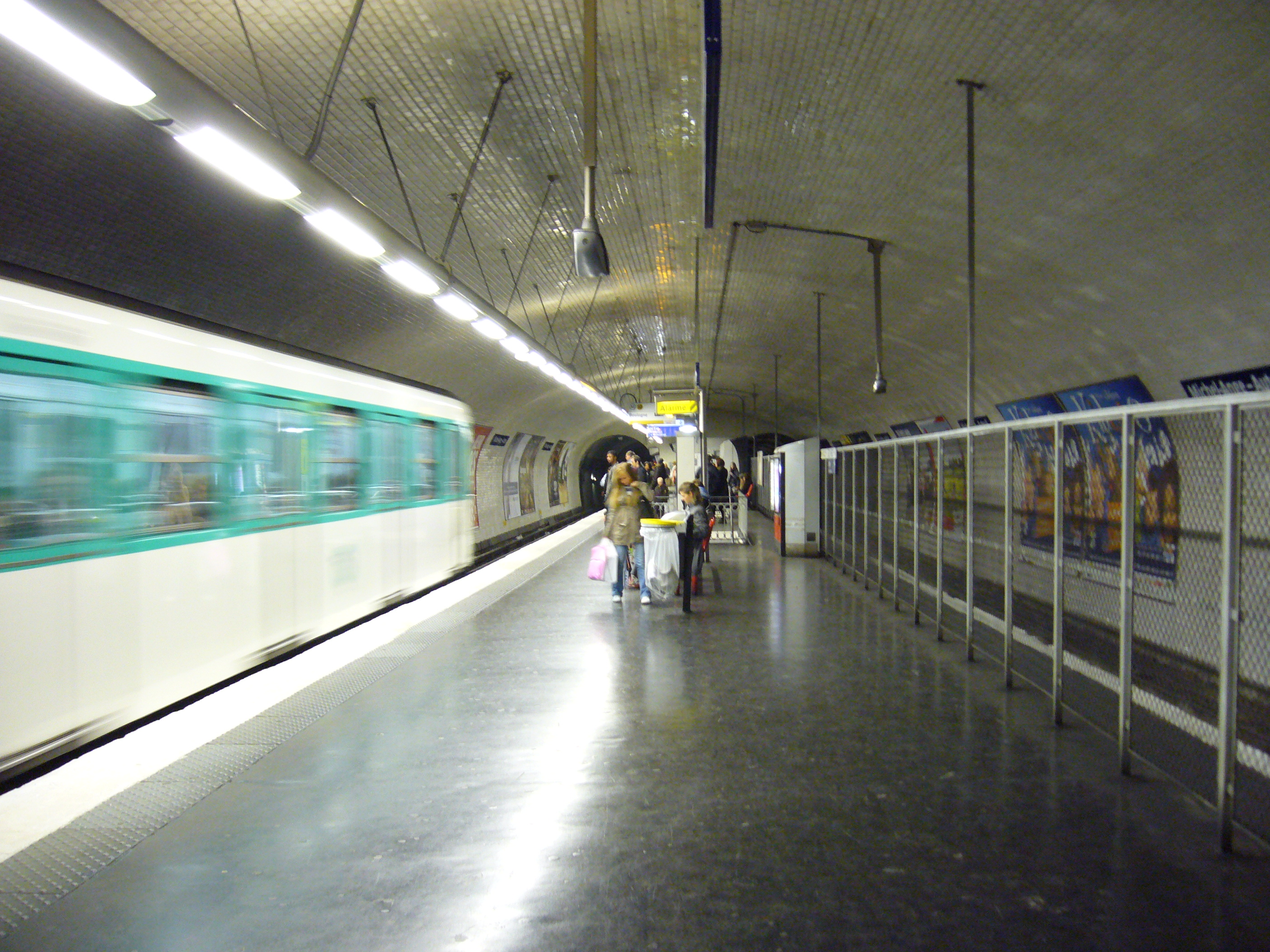
Rame MF 67 entrant en station, en 2008.
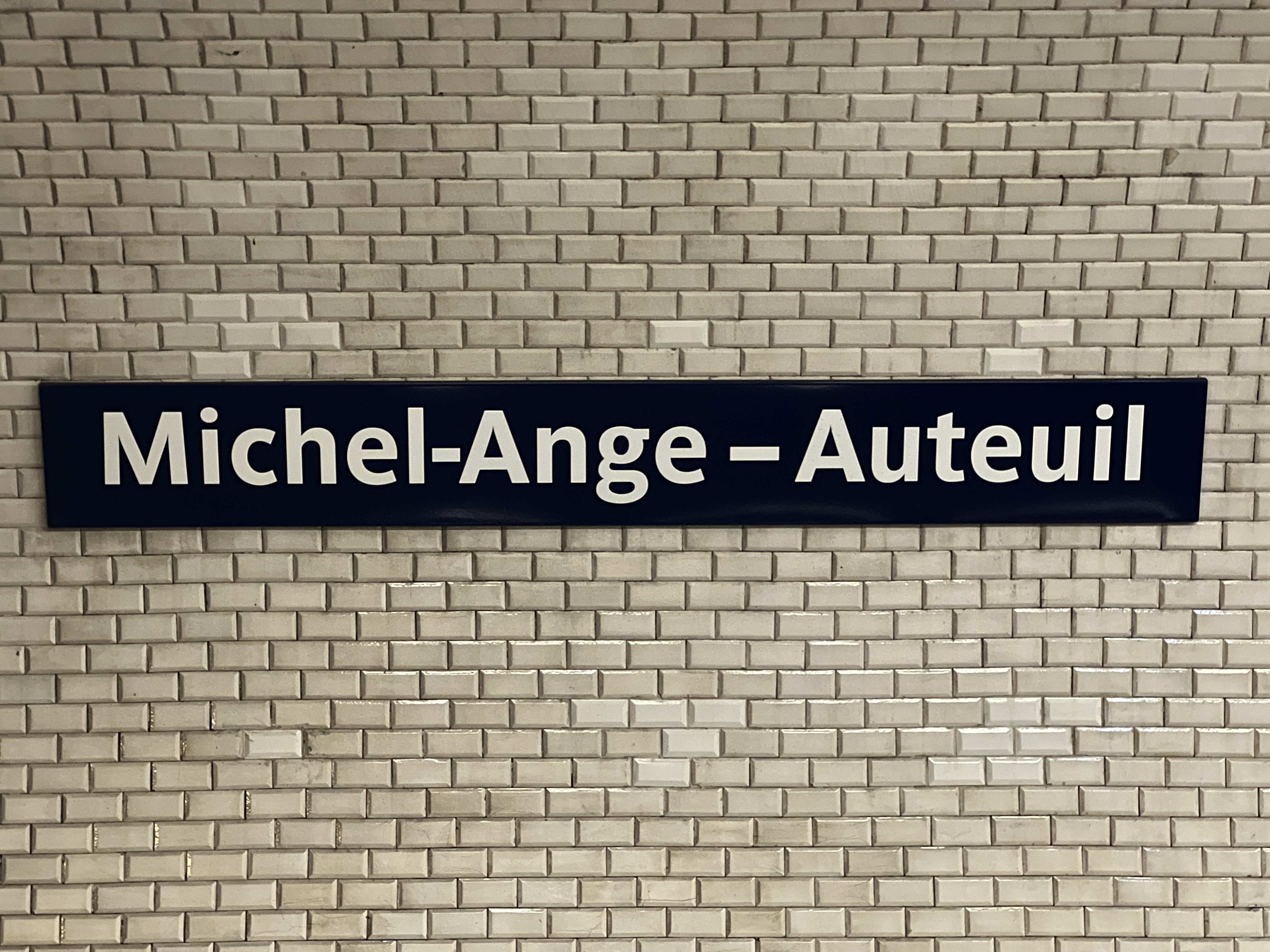
Plaque émaillée indiquant le nom de la station.

### Intermodalité
La station est desservie par les lignes 52 et 62 (en direction de Porte de France uniquement) du réseau de bus RATP.

## À proximité
- Sous-station Auteuil
- Villa Montmorency
- Lycée Jean-Baptiste-Say
- Ambassade de République centrafricaine